# Arthur Dewey Struble
Arthur Dewey Struble (né le 28 juin 1894 à Portland et mort le 1er mai 1983) est un amiral américain qui a servi pendant la Seconde Guerre mondiale et la guerre de Corée.